# Webasto
Skabelon:Expand German
Webasto SE er en tysk underleverandør i bilindustrien med hovedkvarter i Gauting, Bayern.
Webasto har siden 1937 udviklet og produceret soltage og kalecher. Siden 2017 har de også produceret ladesystemer til elbiler. I 2022 havde de en omsætning på 4,4 mia. euro og 16.812 ansatte.